# Lisa Ray
Lisa Rani Ray (Toronto, 4 april 1972) is een Canadees actrice en model die voornamelijk in Hindi en Engelstalige films en televisieseries speelt.

## Biografie
Ray, die een Bengaalse vader heeft en een Poolse moeder, vertrok als 16-jarige voor een jaar naar India. Tijdens haar verblijf werd ze gezien op een feestje en benaderd voor een fotoshoot voor destijds India's enige mode tijdschrift Gladrags. Ze keerde terug naar Canada om haar opleiding tot auteur voort te zetten aan de universiteit. Haar foto verscheen op de voorpagina van Gladrags in India en ze werd direct een sensatie. De eigenaresse van Gladrags vloog naar Canada om Ray over te halen om als model te komen werken voor haar tijdschrift. Ray keerde terug naar India en werd een van de eerste supermodellen en het gezicht van het cosmeticamerk Lakmé and Bombay Dyeing. Ook stond ze model voor internationale merken als L'Oréal, MasterCard, De Beers and Swatch Group.
Ray startte haar acteercarrière in de Tamil filmindustrie met Nethaji (1996) en in de Hindi filmindustrie met Kasoor (2001), Divya Dutta werd ingezet als stemacteur gezien Ray geen Hindi sprak. Vervolgens werd haar een rol aangeboden in de Indiaas-Canadese film Bollywood/Hollywood (2002). Ze zag een acteercarrière wel zitten en vertrok naar Londen om acteerlessen te gaan volgen. Ray speelde in verschillende internationale films zoals de Canadese films All Hat en A Stone's Throw, de Zuid-Afrikaanse film The World Unseen, de Britse films I Can't Think Straight en Kill Kill Faster Faster.

## Privéleven
In 2009 maakte Ray bekend tijdens de Internationaal filmfestival van Toronto een zeldzame vorm van kanker te hebben. In 2010 kondigde ze aan vrij van kanker te zijn door stamceltransplantatie, al zal ze toch aan de medicatie blijven hiervoor. Op 20 oktober 2012 stapte Ray in het huwelijksbootje met Jason Dehni. Het stel kondigde in september 2018 aan ouders te zijn geworden van een tweeling via draagmoederschap.

## Filmografie

### Films
- Alle films zijn in het Engels tenzij anders aangegeven.

| Jaar | Film                    | Rol            | Opmerking                 |
| ---- | ----------------------- | -------------- | ------------------------- |
| 1994 | Hanste Khelte           |                | in nummer "Oh Meri Rekha" |
| 1996 | Nethaji                 | Priya          | Tamil film                |
| 2001 | Yuvaraja                | Lovely         | Kannada film              |
| 2001 | Kasoor                  | Simran Bhargav | Hindi film                |
| 2002 | Takkari Donga           | Bhuvana        | Telugu film               |
| 2002 | Bollywood/Hollywood     | Sunita Singh   |                           |
| 2004 | Ball & Chain            | Saima          |                           |
| 2005 | Water                   | Kalyani        | Hindi-Engelse film        |
| 2005 | Seeking Fear            | Nina Atwal     |                           |
| 2006 | The Flowerman           | Louise         | korte film                |
| 2006 | Quarter Life Crisis     | Angel Matthews |                           |
| 2006 | A Stone's Throw         | Lia            |                           |
| 2007 | All Hat                 | Etta Parr      |                           |
| 2007 | I Can't Think Straight  | Tala           |                           |
| 2008 | Kill Kill Faster Faster | Fleur          |                           |
| 2008 | The World Unseen        | Miriam         |                           |
| 2008 | Toronto Stories         | Beth           |                           |
| 2009 | Defendor                | Dominique Ball |                           |
| 2009 | Cooking with Stella     | Maya Chopra    |                           |
| 2009 | Somnolence              |                |                           |
| 2010 | Let the Game Begin      | Eva Stout      |                           |
| 2010 | Trader Games            | Sarah          |                           |
| 2011 | Patch Town              | Bethany Franks | korte film                |
| 2016 | Ishq Forever            | Naina          | Hindi film                |
| 2016 | Veerappan               | Shreya         | Hindi film                |
| 2017 | Dobaara                 | Liza Merchant  | Hindi film                |
| 2019 | 99 Songs                | Sheila         | Hindi film                |

### Televisie- en webseries
- Alle programma's en series zijn in het Engels tenzij anders aangegeven.

| Jaar      | Programma/ Serie        | Rol              | Platform           | Opmerking                     |
| --------- | ----------------------- | ---------------- | ------------------ | ----------------------------- |
| 2007      | Blood Ties              | Elena            |                    | aflevering Stone Cold         |
| 2008      | The Summit              | Rebecca Downy    |                    | mini televisieserie           |
| 2009      | Psych                   | Sita             |                    | aflevering Bollywood Homicide |
| 2011      | Murdoch Mysteries       | Mirela           |                    | aflevering The Black Hand     |
| 2011      | Endgame                 | Rosemary Venturi |                    |                               |
| 2012–2014 | Top Chef Canada         | presentatrice    |                    | seizoenen 2–4                 |
| 2018      | Gods of Medicine        | Hillari Jacobs   |                    |                               |
| 2019–2020 | Four More Shots Please! | Samara Kapoor    | Amazon Prime Video |                               |